# Craseoa lathetica
Craseoa lathetica är en nässeldjursart som beskrevs av Grace Odel Pugh och Harbison 1987. Craseoa lathetica ingår i släktet Craseoa och familjen Prayidae. Inga underarter finns listade i Catalogue of Life.